# Clase New York
La clase New York fueron dos acorazados construidos por la Armada de los Estados Unidos, entre 1911 y 1914. Las dos embarcaciones, New York y Texas, tuvieron un extenso servicio, empezando con la ocupación del puerto de Veracruz, la Primera Guerra Mundial y la Segunda Guerra Mundial.
Diseñados como una mejora más fuertemente armada sobre la clase anterior, Wyoming, los clase New York fueron los primeros acorazados en contar con el cañón calibre 356 mm/45, pero fueron una de las últimas clases diseñadas con una disposición de cinco torretas y carbón como combustible. La clase también sufrió varias deficiencias, como la falta de armamento antiaéreo, y diseño de blindaje, que fueron abordados con la siguiente clase, Nevada. Debido a estas deficiencias, ambas embarcaciones tuvieron extensas revisiones durante el curso de sus carreras, que cambiaron enormemente sus apariencias.
Tanto el New York, como el Texas, entraron en servicio en 1914 e inmediatamente sirvieron en la ocupación de Veracruz, y reforzaron a la Gran Flota de la Marina Real en el Mar del Norte durante la Primera Guerra Mundial, tiempo durante el cual se cree que el New York hundió un submarino alemán en una colisión accidental. Ambos navíos realizaron numerosos ejercicios de entrenamiento y tuvieron revisiones durante el período de entreguerras y, se unieron a la Patrulla de Neutralidad al inicio de la Segunda Guerra Mundial. Superados por los acorazados más recientes en servicio, las dos embarcaciones sirvieron principalmente como escoltas de convoyes y de artillería naval durante la guerra. El New York participó en la operación Torch en África del Norte, realizó patrullaje de convoyes y entrenamientos en el Atlántico, y apoyó en las batallas de Iwo Jima y de Okinawa. El Texas participó en las operaciones Torch, Overlord, el bombardeo de Cherburgo, la operación Dragoon, y las batallas de Iwo Jima y Okinawa. Después de la guerra, el New York fue usado como barco objetivo en la operación Crossroads y fue hundido en 1948, mientras que el Texas fue convertido en un barco museo, y permanece amarrado permanentemente en el Parque Estatal de San Jacinto, en Texas.

## Antecedentes
La clase New York fue la quinta de las once clases planeadas por la Armada de Estados Unidos entre 1906 y 1919, 29 acorazados y 6 cruceros en total. Prácticamente, toda la línea de batalla estadounidense estaba siendo diseñada a partir de la experiencia de los pre-dreadnought y la observación de los diseños extranjeros. El diseño de los acorazados clase New York se originó en la Asamblea de Newport, que resultó en un nuevo método para el diseño de acorazados, con la Junta General tomando un papel más activo en el proceso de diseño de las embarcaciones, y la Junta de Construcción de la Armada implementaría el diseño en lugar de crearlo. Si bien, la clase New York fue diseñada en mayor parte por la Junta de Construcción, las lecciones aprendidas con dicha clase permitieron a la Junta General tomar la iniciativa en los siguientes acorazados clase Nevada.
La Asamblea de Newport estableció un consenso general entre líderes de que las embarcaciones de la Armada debían llevar baterías más grandes, en respuesta al incremento del calibre en acorazados extranjeros, en particular el cañón naval BL de 343 mm serie 5, que fue presentado por la clase Orion de la Marina Real, así como el cambio de la Marina Imperial alemana de cañones de 279 mm a 305 mm. Hubo en ese entonces una discusión sobre si los acorazados clase Florida, puestos en 1909, debían llevar armamento más pesado que los cañones calibre 305 mm/45 serie 5. Finalmente, el 30 de marzo de 1909, el Congreso de los Estados Unidos aprobó la construcción de dos acorazados «Diseño 601», también conocidos como Acorazados 1910, con seis torretas de 305 mm que la Junta General había seleccionado sobre dos diseños de 356 mm, en 1909; estos se convertirían en la clase Wyoming. Al mismo tiempo, la Junta General comenzó a planear la siguiente clase de navíos, y el 21 de abril de 1909 se decidieron por dos acorazados con tamaño similar. Después de algunas discusiones sobre los cañones principales, se concedió la aprobación de dos acorazados, el 24 de junio de 1910. Para 1911, el Comité sobre Asuntos Navales del Senado de los Estados Unidos sugirió reducir el tamaño de las embarcaciones como parte de una reducción presupuestaria de $24 millones de dólares, pero el secretario de la Armada, George Von Lengerke Meyer luchó para mantener el diseño original, y las embarcaciones no sufrieron alteraciones.
Se le conoce a esta clase como New York, pero también es llamada clase Texas, porque el New York fue terminado varios meses después que su embarcación hermana, el Texas.

## Diseño

### Características generales

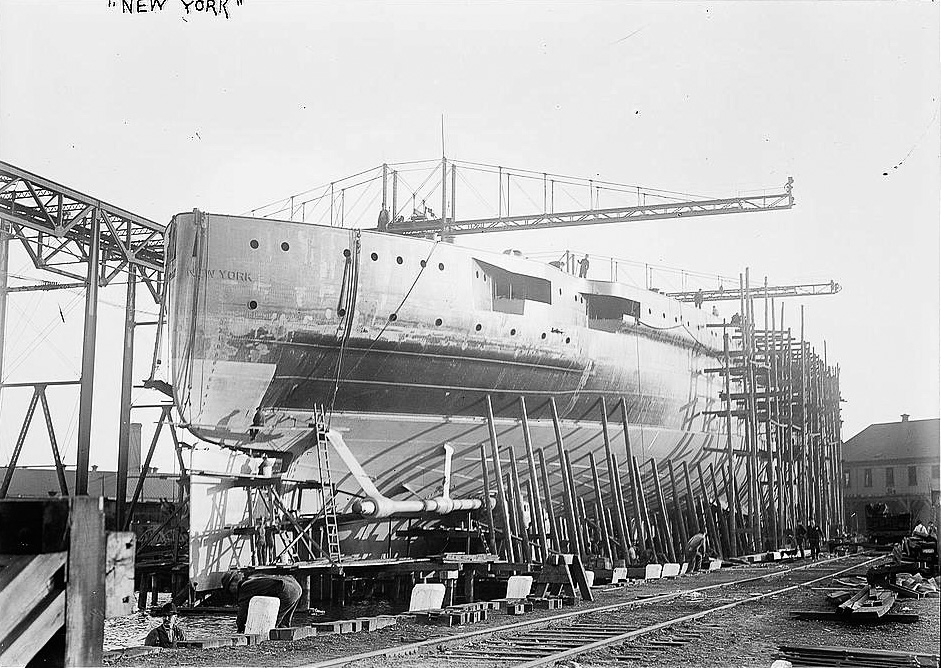
El New York durante su construcción, en 1912.

Según su diseño, las embarcaciones tenían un desplazamiento estándar de 27 000 toneladas largas, y un desplazamiento máximo de 28 367 toneladas largas. Tenían 175 m de eslora, 172 m en la línea de flotación, una manga de 29.11 m, y un calado de 8.69 m. Durante su vida operacional, las embarcaciones pasaron por cambios significativos e incrementos en su blindaje y armamento. Después de su cuarto y último reacondicionamiento, el New York incrementó su desplazamiento estándar a 29 340 toneladas largas, y a 34 000 toneladas largas a máxima capacidad. El último reacondicionamiento del Texas fue en 1945, después del cual su desplazamiento estándar aumentó a 29 500 toneladas largas, y a 32 000 toneladas largas a máxima capacidad. De acuerdo a su diseño, las embarcaciones tenían una tripulación consistente en 1042 oficiales y soldados. Para 1945, el Texas transportaba 1723 oficiales y soldados con el aumento de tripulación para el armamento adicional, así como un nuevo destacamento de marines.

### Propulsión
Las embarcaciones eran propulsadas por catorce calderas Babcock & Wilcox alimentadas por carbón, que accionaban dos motores de vapor alternativos de triple expansión de acción doble, con 28 100 shp (20 954 kW) que producían una velocidad máxima de 21 nudos (39 km/h). Tenían un alcance de 7060 millas náuticas (13 080 km) a 10 nudos (19 km/h). Inicialmente, los diseños requerían un aumento del 14 por ciento en la potencia de 32 000 shp (24 000 kW), sobre los 28 000 shp (21 000 kW) de las clases anteriores. Sin embargo, se descubrió que una mayor eficiencia propulsora del motor alternativo permitía una reducción de la potencia instalada, requiriendo solo 28 100 shp para alcanzar los 21 nudos.
La clase New York fue la última clase de acorazados estadounidenses propulsados por carbón. La clase fue diseñada para transportar 2850 toneladas largas de carbón, la mayor cantidad que cualquier otra clase de acorazado. En 1910, los siguientes acorazados de la clase Nevada, fueron diseñados tomando en cuenta el fueloil. Ambas embarcaciones tuvieron una conversión para cargar fueloil en 1926, y tenían una capacidad para 5200 toneladas largas de combustible. Las antiguas catorce calderas de carbón del diseño original fueron reemplazadas por seis nuevas calderas de combustible Bureau Express, sin pérdida de energía.

### Armamento

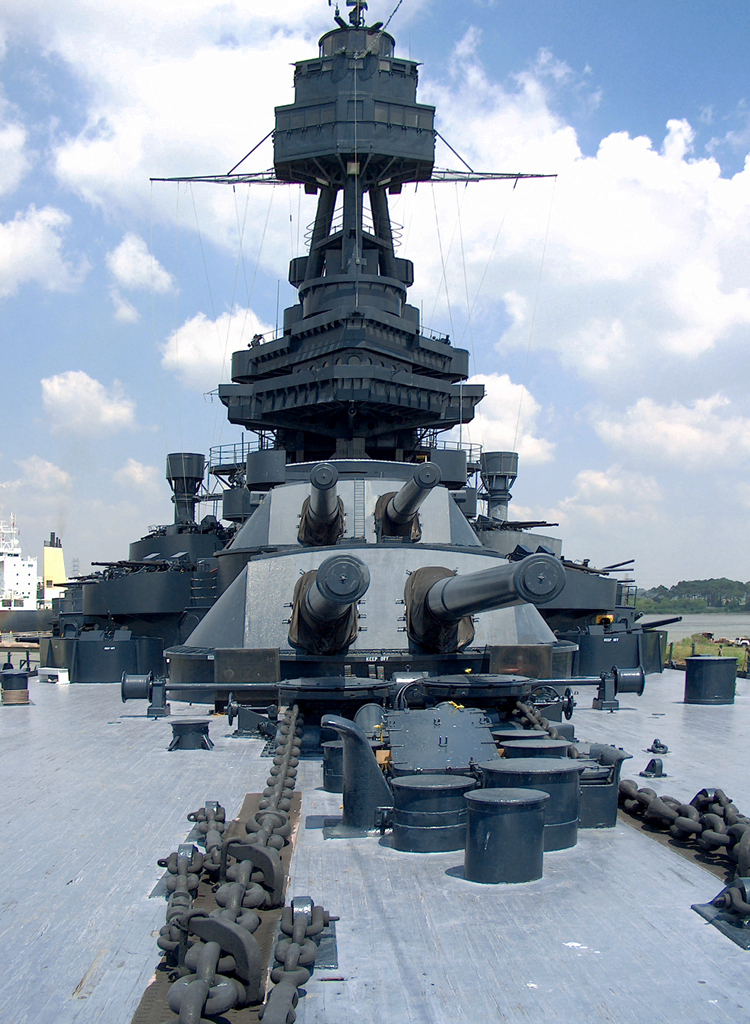
Torretas 1 y 2 del Texas, con sus cañones de 356 mm. La clase New York fue la primera embarcación de la Armada de los Estados Unidos en llevar este cañón pesado.

La batería principal de la clase consistía en 10 cañones calibre 356 mm/45, dispuestos en cinco torretas dobles designadas del 1 al 5, capaces de elevarse a 15°. Fue la última clase en presentar una torreta montada a mitad de la embarcación. En 1910, la Oficina de Artillería de la Armada diseñó y probó exitosamente el cañón naval de 356 mm; este cañón demostró tener una precisión y una uniformidad de diseño notables. La clase New York fue la quinta clase de acorazados tipo dreadnought estadounidenses de diseño creado y, ya había iniciado el trabajo del sexto diseño, la clase Nevada. Para 1910, ningún acorazado tipo dreadnought estaba en el agua, ya que todos se encontraban en alguna etapa de su construcción o en diseño. Prácticamente toda la línea de batalla de la Armada estaba siendo diseñada por dibujos en la experiencia de los diseños de los pre-dreadnoughts, o de la observación en los diseños de acorazados extranjeros.
Tal como fueron construidas, las dos embarcaciones también llevaban veintiún cañones calibre 127 mm/51 dispuestos diez a cada costado y uno en la popa, principalmente para la defensa contra destructores y buques torpederos. Muchos de los cañones de 127 mm tenían poca precisión en mares agitados debido a que estaban montados cerca de los extremos de las embarcaciones y por debajo de la cubierta principal. Las embarcaciones no fueron diseñadas tomando en cuenta la defensa antiaérea y, con el desarrollo de la aviación naval, esto se consideró un grave inconveniente para la clase. Con esto, fueron los primeros acorazados estadounidenses que contaron con armamento antiaéreo, con dos cañones calibre 76 mm/50 montados en plataformas en la parte superior de las grúas de botes del Texas, en 1916. En 1918, el armamento secundario fue reducido a dieciséis cañones calibre 127 mm/51, ocho a cada costado, ya que los cañones cerca de los extremos eran difíciles de operar en cualquier condición de mar. Cuando ambos navíos fueron reacondicionados de 1925 a 1926, la defensa antiaérea fue incrementada con ocho cañones calibre 76 mm/50 dispuestos cuatro en cada costado. Seis de los dieciséis cañones restantes de 127 mm fueron reubicados más alto en las embarcaciones, en nuevas casamatas en la cubierta principal. La clase New York también contó inicialmente con cuatro tubos lanzatorpedos, uno en cada lado de babor de proa y popa, y de estribor de proa y popa, para torpedos Bliss-Leavitt serie 3, en lugar de las dos series anteriores, debido a los avances en el rendimiento del torpedo, aumentando la prominencia del arma. Las salas de torpedos tenían doce torpedos en total, más doce minas de defensa naval. Sin embargo, los tubos de torpedos fueron eliminados en el reacondicionamiento de 1925, a 1926.
Los espacios para los pañoles y maquinaria estaban en espacios cerrados dentro del casco protegido. El volumen de los pañoles fue reducido para aumentar la maquinaria, con cada pañol acomodando entre 75 y 80 proyectiles y cargas, mientras más proyectiles eran transportados en sus torretas y salas de manipulación.
En 1937, fueron añadidos ocho cañones calibre 28 mm/75 en dos montajes cuádruples para mejorar el armamento antiaéreo ligero. En 1942, las embarcaciones fueron reacondicionadas extensivamente con una gran cantidad de cañones ligeros para defensa antiaérea, a expensas de los cañones calibre 127 mm/51, ya que el ataque a Pearl Harbor demostró que el armamento antiaéreo ligero previo a la guerra era inadecuado. Los cañones cuádruples de 28 mm fueron eliminados y se añadieron veinticuatro cañones Bofors de 40 mm en seis montajes cuádruples (después incrementados a cuarenta cañones), mientras que también fueron añadidos cuarenta y dos cañones Oerlikon de 20 mm en montajes individuales. El armamento antiaéreo de 76 mm fue incrementado a diez cañones, mientras que el armamento de 127 mm fue reducido a seis cañones.

### Blindaje
Las embarcaciones continuaron con el mismo esquema de blindaje que la clase Wyoming, con leves mejorías. El esquema de la cubierta principal continuaba siendo claramente inferior a la de la clase posterior, Nevada, con su esquema de blindaje «todo o nada». Sin embargo, el salto adelante en el alcance proporcionado por un mejor control de fuego aún no se había previsto y, de haberlo sido, no había tiempo para incluirlo en el diseño actual. La embarcación proporcionó un cinturón de 305 mm que se estrechaba a 254 mm, y a un blindaje en las casamatas de 165 mm con divisiones internas. La clase New York fue la primera en incorporar una sala de planificaciones central blindada debajo de las cubiertas, pero por encima de la cubierta protectora, y encapsulada por una delgada caja de espigón blindado.
El blindaje de la clase New York consistía en un cinturón blindado de 254 mm a 305 mm de grosor. Las casamatas inferiores tenían un blindaje de entre 229 mm a 279 mm y, las casamatas superiores tenían 152 mm. La cubierta blindada era de 51 mm de grosor y, el blindaje de las torretas era de 356 mm en los frentes, 102 mm en los techos, 51 mm a los costados y, 203 mm en las retaguardias. El blindaje en las barbetas era de entre 254 mm a 305 mm. La torre de mando estaba protegida por 305 mm de blindaje, con 106 mm en la parte superior. En total, el blindaje era de 257.54 toneladas largas en las casamatas superiores, 1653.79 toneladas largas en las casamatas inferiores, 1524.69 toneladas largas a lo largo del cinturón, 225.41 toneladas largas en los mamparos, 1301.23 toneladas largas en la cubierta de espigón, 2052.45 toneladas largas en las barbetas, y 842.59 toneladas largas en la torre de mando, lo que sumaba un total de 7992.37 toneladas largas de blindaje.

## Embarcaciones
| Nombre   | Número de casco | Astillero                   | Puesta de quilla         | Botado                | Asignado            | Dado de baja         | Destino |
| -------- | --------------- | --------------------------- | ------------------------ | --------------------- | ------------------- | -------------------- | --- |
| New York | BB-34           | Astillero Naval de Brooklyn | 11 de septiembre de 1911 | 30 de octubre de 1912 | 15 de mayo de 1914  | 28 de agosto de 1946 | Hundido como blanco, el 8 de julio de 1948                                                                       |
| Texas    | BB-35           | Newport News Shipbuilding   | 17 de abril de 1911      | 18 de mayo de 1912    | 12 de marzo de 1914 | 21 de abril de 1948  | Encallado el 30 de abril de 1948. Convertido en barco museo en el sitio histórico estatal de San Jacinto, Texas. |

## Construcción
La financiación de los acorazados fue autorizada en una ley el 24 de junio de 1910, que exigía que las embarcaciones no costaran más de $6 millones de dólares. La ley también especificaba nuevas políticas laborales para la construcción, que imponía límites estrictos a las horas y condiciones de trabajo para los empleados de los astilleros. Se solicitaron ofertas solo para el acorazado número 35, Texas, el 27 de septiembre de 1910, mientras que el acorazado número 34, New York, iba a ser construido por el astillero de Nueva York. Las ofertas para el Texas fueron abiertas el 1 de diciembre. Finalmente, la Newport News Shipbuilding Company ganó el contrato con una oferta de $5,830,000 USD. La construcción del acorazado no. 35 comenzó primero, el 17 de abril de 1911, fue botado el 18 de mayo de 1912, y finalizado el 12 de marzo de 1914. El New York fue puesto el 11 de septiembre de 1911, botado el 30 de octubre de 1912 y, finalizado el 15 de abril de 1914.
Para 1926, la clase New York ya era considerada obsoleta comparada con otros acorazados en servicio, así que ambos navíos recibieron un reacondicionamiento completo. Mientras que otras embarcaciones en servicio, incluidas el Utah y el Florida que fueron convertidos en buques escuela o desguazados, el New York y el Texas fueron seleccionados para una revisión para incrementar su velocidad, blindaje y armamento siguiendo los lineamientos del tratado naval de Washington, de 1922. Se les añadieron 3000 toneladas largas de defensa contra objetivos aéreos y submarinos. Las catorce calderas de carbón fueron reemplazadas por seis calderas Bureau Express de fueloil y, las dos chimeneas se canalizaron en una sola, detrás de la súperestructura delantera. Se colocaron trípodes en lugar de los mástiles de celosía y, encima del trípode delantero se instaló una torre de control. Se construyó una torre en la sección media de las embarcaciones, que contenía control de fuego adicional para respaldar el sistema en el mástil. Se instaló una nueva catapulta de aviones sobre la torreta número 3, y grúas a cada lado de la chimenea para el manejo de botes y aviones. Se añadió protección adicional a la cubierta y, se ensanchó la manga de cada embarcación. Los navíos fueron equipados con bulges antitorpedos, aunque esto dificultó las maniobras a bajas velocidades y ambos se desplegaban mal, además de que la precisión de los disparos se redujo en mares agitados.

## Historial de servicio

### USSNew York

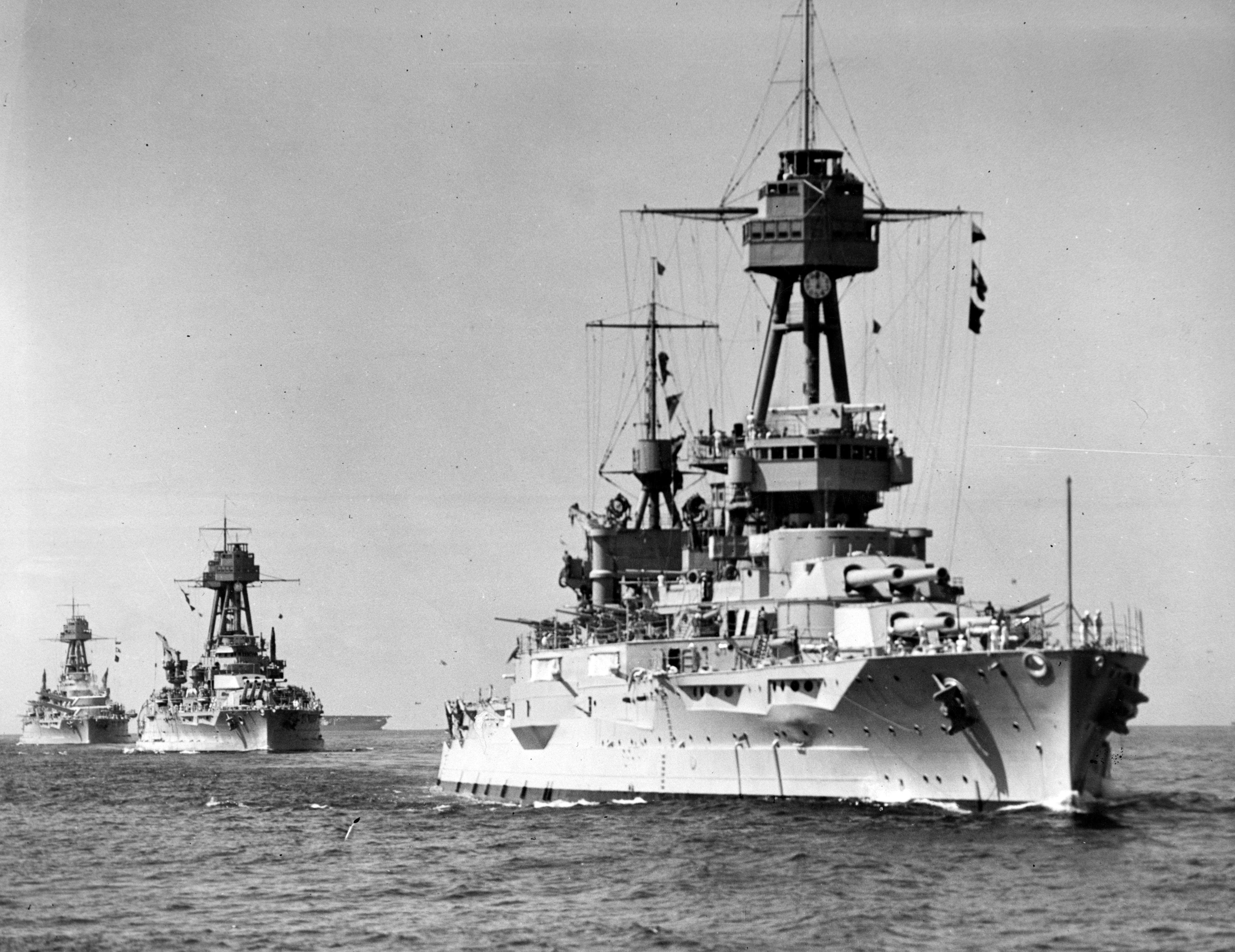
El New York (centro a la derecha), durante un entrenamiento en 1932.

Poco después de su asignación, el New York se convirtió en buque insignia durante la ocupación del puerto de Veracruz, en 1914. Durante la Primera Guerra Mundial, se convirtió en el buque insignia de la 9.ª División de acorazados, comandada por el contraalmirante Hugh Rodman. Enviado para reforzar a la Gran Flota británica, realizó tareas de bloqueo y de escolta. Entró en contacto en dos ocasiones con submarinos alemanes y, se cree que hundió a uno por accidente. Regresó a los Estados Unidos al término de la guerra y, comenzó tareas de patrullaje y entrenamiento. Fue equipado con un radar XAF en febrero de 1938, incluido el primer duplexor estadounidense para que una sola antena pudiera enviar y recibir.
Formó parte de la Patrulla de Neutralidad tras el estallido de la Segunda Guerra Mundial, en septiembre de 1939 y, pasó el inicio de la guerra escoltando convoyes entre Nueva York e Islandia. Vio acciones de apoyo durante la operación Torch, la invasión aliada a África del Norte, donde apuntó a las baterías costeras que amenazaban los desembarcos, en noviembre de 1942. Permaneció como patrulla de convoyes y como escuela por varios años, hasta que fue trasladado a la Flota del Pacífico a finales de la guerra y, apoyó en los desembarcos de Iwo Jima en febrero de 1945 y después en la invasión de Okinawa en abril de 1945, donde fue dañado levemente por un ataque kamikaze. Después de la guerra, fue usado como barco objetivo durante las dos pruebas atómicas de la operación Crossroads y, fue estudiado posteriormente por sus efectos, antes de ser hundido como objetivo en Hawái, en 1948.

### USSTexas

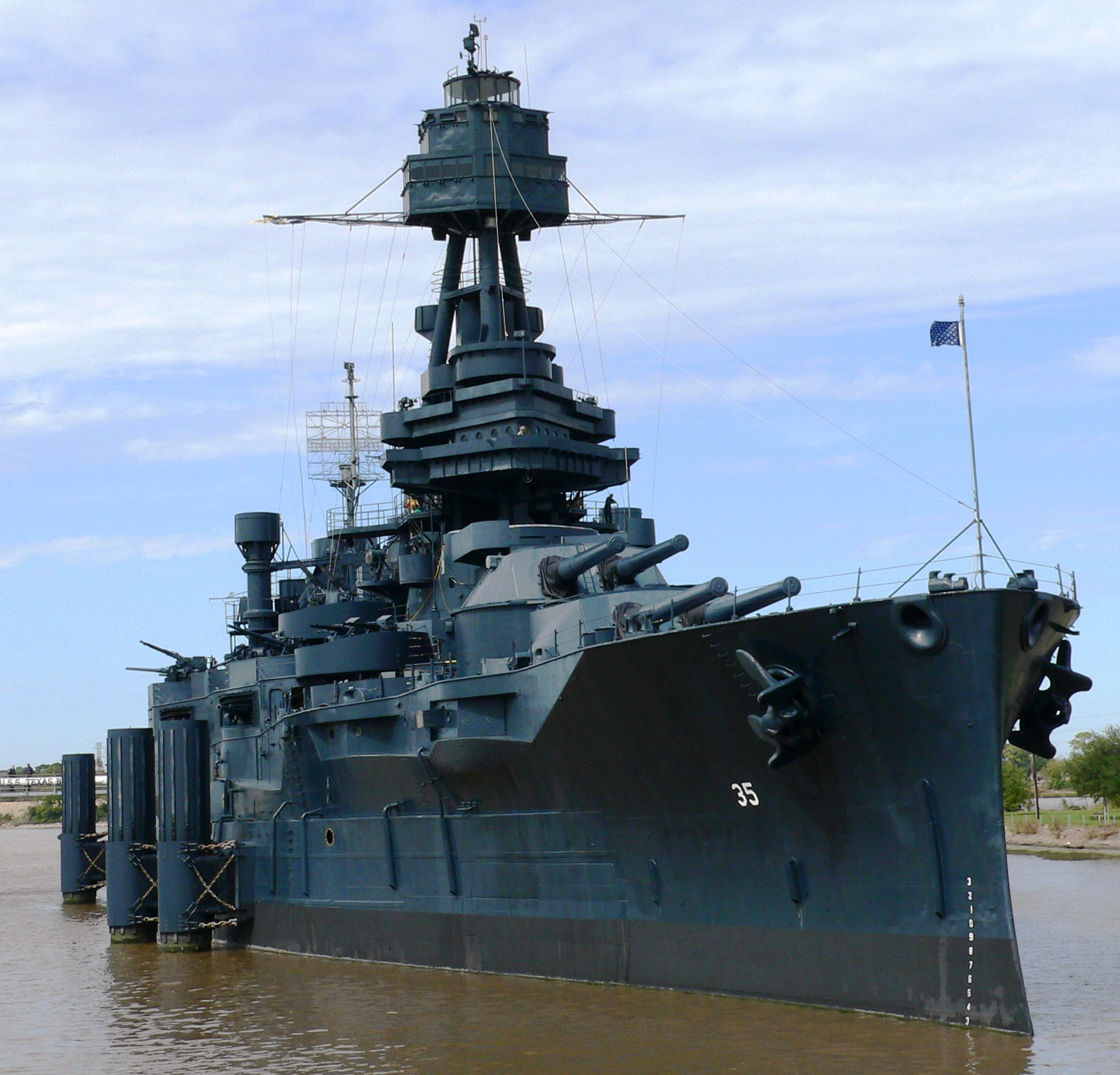
El Texas en amarre permanente, en el parque estatal de San Jacinto, donde permanece como buque museo

El Texas también participó en la ocupación de Veracruz por varios meses durante 1914, antes de realizar entrenamientos y mejoras para convertirse en la primera embarcación de la Armada en contar con armamento antiaéreo. Realizó patrullaje de convoyes a principios de la Primera Guerra Mundial y, fue la primera embarcación en dispararle a un objetivo alemán durante una misión de convoy, en 1917. Se unió a otros acorazados estadounidenses reforzando a la flota británica cerca del fin de la guerra y, estuvo presente durante la rendición de Alemania. En el período de entreguerras, se convirtió en uno de los primeros acorazados en lanzar y operar aeronaves y, frecuentemente alternaba su tiempo entre las aguas del Atlántico y Pacífico durante ejercicios de entrenamiento.
Formó parte parte de la Patrulla de Neutralidad al inicio de la Segunda Guerra Mundial, y apoyó los desembarcos aliados en África del Norte, entonces realizó tareas de patrullaje en puertos norafricanos y europeos durante 1943. El 6 de junio de 1944, apoyó en la operación Overlord, cubriendo los desembarcos aliados en las playas de Normandía, en Francia, particularmente en la batalla de Pointe du Hoc. Más tarde, el 25 de junio, apoyó en el bombardeo de Cherburgo, y resultó dañado al ser impactado por un proyectil de la artillería alemana. En julio, se trasladó para apoyar la operación Dragoon, la invasión aliada del sur de Francia. Después de reparaciones extensas y entrenamientos, se trasladó al Pacífico y apoyó en la invasión de Iwo Jima en febrero de 1945 y después en los desembarcos en Okinawa, en abril. Después del fin de la guerra, el Texas fue dado de baja y en 1948 se trasladó al parque estatal de San Jacinto, donde fue convertido en un buque museo, donde permanece actualmente.

## Bibliofrafía
- Banks, Herbert C., ed. (2002). USS New York (BB-34): The Old Lady of the Sea. Paducah, Kentucky: Turner Publishing Company. ISBN 978-1-56311-809-8. OCLC 55801136.
- Bonner, Kermit H. (1996). Final Voyages. Paducah, Kentucky: Turner Publishing Company. ISBN 978-1-56311-289-8. OCLC 37916711.
- Ferguson, John C. (2007). Historic Battleship Texas: The Last Dreadnought. Military History of Texas #4. Abilene, Texas: State House Press. ISBN 978-1-933337-07-4. OCLC 154678508.
- Friedman, Norman (2008). Naval Firepower: Battleship Guns and Gunnery in the Dreadnaught Era. Annapolis, Maryland: Naval Institute Press. ISBN 978-1-59114-555-4. OCLC 154763144.
- Friedman, Norman (1985). U.S. Battleships: An Illustrated Design History. Annapolis, Maryland: Naval Institute Press. ISBN 0-87021-715-1. OCLC 12214729.
- Gardiner, Robert; Gray, Randal (1985). Conway's All the World's Fighting Ships 1906–1921. London, United Kingdom: Conway Maritime Press. ISBN 0-87021-907-3. OCLC 12119866.
- Harrison, Gordon (1951). United States Army in World War II: The European Theater of Operations, The Cross Channel Attack. Washington, D.C.: United States Army Center of Military History. ISBN 0-16-001881-1. OCLC 50729081.
- Hone, Thomas C.; Hone, Trent (2006). Battleline: The United States Navy 1919–1939. Annapolis, Maryland: Naval Institute Press. ISBN 1-59114-378-0. OCLC 62324475.
- Kearns, Patricia M.; Morris, James M. (1998). Historical Dictionary of the United States Navy. Lanham, Maryland: Scarecrow Press. ISBN 978-0-8108-3406-4. OCLC 37903579.
- Powers, Hugh (1993). Battleship Texas. College Station, Texas: Texas A&M University Press. ISBN 0-89096-519-6. OCLC 49569222.
- Macintyre, Donald (septiembre de 1967). Shipborne Radar. Annapolis, Maryland: United States Naval Institute Proceedings. ISBN 978-0-87021-025-9. OCLC 8606400.
- Rodman, Hugh (1927). Yarns of a Kentucky Admiral. Indianapolis, Indiana: The Bobbs-Merrill Company. ISBN 978-1-258-18786-6.